# Dactylorhiza hochreutinerana
Dactylorhiza hochreutinerana är en orkidéart som först beskrevs av K.Hellm., och fick sitt nu gällande namn av Károly Rezsö Soó von Bere. Dactylorhiza hochreutinerana ingår i Handnyckelsläktet som ingår i familjen orkidéer. Inga underarter finns listade i Catalogue of Life.